# Drino antennalis
Drino antennalis är en tvåvingeart som först beskrevs av Henry J. Reinhard 1922.  Drino antennalis ingår i släktet Drino och familjen parasitflugor. Inga underarter finns listade i Catalogue of Life.